# Однопозов Ігор Семенович
Однопозов Ігор Семенович (нар. 9 березня 1965, Київ) — український журналіст, редактор, дослідник міської архітектури та побуту киян радянської доби.

## Біографічні відомості
Ігор Однопозов народився в Києві 1965 р. у сім'ї художника-архітектора. Закінчив Український поліграфічний інститут у Львові (1989 р.). За фахом журналіст, редактор. Працював у видавництвах, редакціях газет і журналів.
Один із засновників краєзнавчого клубу «Кияни» (2013 р.), організатор і куратор «Музею ВДНГ» (2015 р.). Понад 15 років досліджує міську архітектуру, мистецтво та побут киян радянської доби, колекціонує артефакти. Автор понад 200 публікацій, а також 37 книжок та фотоальбомів.
В 2007—2010 рр. перший віце-президент Спілки фахівців з нерухомого майна України, президент Спілки фахівців з нерухомого майна м. Києва.

## Друковані праці
- «Операции с недвижимостью в Киеве» (1998 р.);
- «Сделки с недвижимостью» (2001 р.);
- «Київські житлові будинки ХХ сторіччя» (2007 р.);
- «Конструктивізм в архітектурі Києва» (1-е вид. 2007, 2-е вид. 2016 рр.);
- «Архітектура і будівництво з точки зору ріелтора» (2007 р.);
- «Нерухомість з точки зору ріелтора» (2008 р.);
- «Союз и союзники. 15 лет вместе…» (2009 р.);
- «Забытый советский Киев» (1-е вид. 2012, 2-е вид. 2013 рр.);
- «Радянське монументальне мистецтво в архітектурі Києва» (2013 р.);
- «Колишня виставка» (1-е вид. 2014, 2-е вид. 2015, 3-є вид. 2019 рр.);
- «Киев торговый эпохи дефицита» (2014 р.);
- «Киевский общепит времён социализма» (2015 р.);
- «Побутове обслуговування киян» (2015 р.);
- «Перебудова і руїна» (2016 р.);
- «О „толкучке“ и „комках“» (2016 р.);
- «Торговые автоматы и киевские „автоматчики“» (1-е вид. 2016, 2-е вид. 2017 рр.);
- «У пошуках монументальної епохи» (2017 р.);
- «У затінку лип і каштанів» (2017 р.);
- «Семён Однопозов: человек, архитектор, художник» (2018 р.);
- «Киев ушедший: бытовые, коммунальные и торговые услуги» (2018 р.);
- «Згадуючи Виноградар» (2018 р.);
- «Билет на последний сеанс: кинотеатры и дома культуры советского Киева» (2018 р.);
- «Наша Пріорка» (співавтор Дарина Кононюк) (2019 р.);
- «Куренівка зблизька» (співавтор Дарина Кононюк) (2019 р.);
- «Палаци смачного дефіциту» (2019 р.);
- «Сирець і навколо» (2020 р.);
- «Масове мистецтво не для всіх» (співавтори Олександр Панченко, Олена Борисова, Юлія Мельник, Ярослав Однопозов) (2021 р.);
- «Місто Оболонь» (2021 р.);
- «Звичайна незвична Троєщина» (співавтор Олександр Панченко) (2021 р.);
- «Непомітні реліквії» (співавтор Олександр Пилипенко) (2022 р.);
- «Київ торговий 1930-і-1990-і» (2022 р.);
- «Тіні забутих. Заклади дозвілля радянського Києва» (2023 р.);
- «Чорно-білий Київ» (2023 р.)
- «Київ комунально-побутовий» (2023 р.)
- «Велика київська Борщагівка» (2024 р.)
- «З півночі на південь: Мінський та Теремки» (2024 р.)
- «Радянська реклама і пропаганда на вулицях Києва» (2025 р.)
- «65 києвознавців. Книжковий доробок (2000-2025): бібліографічний покажчик» (упорядник, автор фото) (2025 р.) (лише як електронний)

## Про дослідника
2018 року випущено книгу «Ігор Однопозов. Біобібліографічний нарис» (авторка Дарина Кононюк).